# Joelija Nestsjarenka
Joelija Nestsjarenka (Wit-Russisch:Юлія Несьцярэнка; Russisch:Юлия Нестеренко (Joelija Nesterenko), geboren als Joelija Bartsevitsj; Brest, 15 juni 1979) is een Wit-Russische sprintster. Ze werd olympisch kampioene op de 100 m.

## Loopbaan

### Eerste internationale successen
Nestsjarenka kreeg in 2002 internationale bekendheid toen ze op het EK 2002 in München met 11,44 s in de halve finale werd uitgeschakeld. Het jaar erop behaalde ze, samen met Aksana Drahoen, Alena Newmjarzjytskaja en Natallja Safronnikava, op de 4 x 100 m estafette in 43,47 een zevende plaats op het WK in Parijs.
Op het WK indoor 2004 won ze ondanks haar griep een bronzen medaille op de 60 m in 7,12 achter de Amerikaanse Gail Devers (goud) en de Belgische Kim Gevaert (zilver).

### Olympisch kampioene
Joelija Nestsjarenka won op de Olympische Spelen van 2004 in Athene de 100 m in 10,93. Ze was hiermee de eerste niet-Amerikaanse blanke sinds de Olympische Spelen van 1980 in Moskou, die dit onderdeel won. Ze liep alle wedstrijden (twee kwalificatierondes, halve finale en finale) binnen de 11 seconden en was hiermee de grote sensatie van de Olympische Spelen.
Na de Spelen liep Nestsjarenka bijna een jaar geen internationale wedstrijden. Uiteindelijk nam ze deel aan het WK 2005 in Helsinki en werd hier teleurstellend achtste (11,13). Op de 4 x 100 m estafette ging het een stuk beter en won ze in een nieuw Wit-Russisch record van 42,56 met haar landgenotes Natallja Salahoeb, Alena Newmjarzjytskaja en Aksana Drahoen een bronzen medaille.

### Brons op EK
Op de Europese kampioenschappen in 2006 in Göteborg werd ze zesde op de 100 m en won wederom brons op de 4 x 100 m estafette. Na enkele jaren weinig van zich te hebben laten horen, was Nestsjarenka er op de Olympische Spelen in Peking weer bij. Ze kon echter haar niveau van vier jaar eerder niet benaderen en strandde ditmaal op de 100 m in de halve finale.
Nadien kwam Nestsjarenka niet meer in de buurt van haar prestaties uit 2004, al is de vijfde plaats die de Wit-Russische in 2010 tijdens de Europese kampioenschappen in Barcelona op de 4 x 100 m estafette veroverde, samen met Katsiaryna Shumak, Alena Neumiarzhitskaya en Yuliya Balykina, het vermelden waard.
Joelija Nestsjarenka is getrouwd met de Wit-Russische 400 m-loper Dimitri Nestsjarenka.

## Titels
- Olympische kampioene 100 m - 2004
- Wit-Russisch kampioene 100 m - 2002
- Wit-Russisch indoorkampioene 60 m - 2008

## Persoonlijke records
Outdoor
| Onderdeel | Prestatie | Datum            | Plaats    |
| --------- | --------- | ---------------- | --------- |
| 100 m     | 10,92 s   | 21 augustus 2004 | Athene    |
| 200 m     | 22,91 s   | 23 juni 2004     | Rethimnon |

Indoor
| Onderdeel | Prestatie | Datum           | Plaats |
| --------- | --------- | --------------- | ------ |
| 60 m      | 7,10 s    | 30 januari 2004 | Minsk  |

## Palmares

### 60 m
- 2004:  WK indoor - 7,12 s

### 100 m
Kampioenschappen
- 2004:  OS - 10,93 s
- 2005: 8e WK - 11,13 s
- 2005: 7e Wereldatletiekfinale - 11,23 s
- 2006: 6e EK - 11,34 s
- 2008: 5e in ½ fin. OS - 11,26 s (11,14 s in ¼ fin.)
- 2010: 7e in serie EK - 11,58 s

Golden League-podiumplekken
- 2004:  Golden Gala – 11,13 s
- 2008:  Bislett Games – 11,26 s

### 4 x 100 m estafette
- 2004: 5e OS - 42,94 s
- 2005:  WK - 42,56 s
- 2010: 5e EK - 43,18 s

1928: Betty Robinson ·
1932: Stanisława Walasiewicz ·
1936: Helen Stephens ·
1948: Fanny Blankers-Koen ·
1952: Marjorie Jackson ·
1956: Betty Cuthbert ·
1960: Wilma Rudolph ·
1964: Wyomia Tyus ·
1968: Wyomia Tyus ·
1972: Renate Stecher ·
1976: Annegret Richter ·
1980: Ljoedmila Kondratjeva ·
1984: Evelyn Ashford ·
1988: Florence Griffith-Joyner ·
1992: Gail Devers ·
1996: Gail Devers ·
2000: onbepaald ·
2004: Joelija Nestsjarenka ·
2008: Shelly-Ann Fraser-Pryce ·
2012: Shelly-Ann Fraser-Pryce ·
2016: Elaine Thompson ·
2020: Elaine Thompson-Herah ·
2024: Julien Alfred